# 住吉神社 (青梅市)
住吉神社（すみよしじんじゃ）は、東京都青梅市住江町12にある神社。

## 歴史
1369年（応安2年）に創建された。当社は青梅宿の総鎮守であり、境内には青梅地区の文人墨客の遺産（筆塚など）が残されている。拝殿天井の雲竜図は青梅出身の画人小林天淵の作である。
毎年5月2日・3日に住吉神社青梅大祭が執り行われる。かつての山王祭や神田祭で挙行された山車を曳く行事が今も行われている。

## 文化財
- 雲竜図（青梅市指定文化財 昭和39年11月3日指定）[3]
- 住吉神社（青梅市指定史跡 昭和28年11月3日指定）[3]

## 交通アクセス
- 青梅駅より徒歩4分。